# Jolanta Król
Jolanta Król – polska inżynier, dr hab. nauk rolniczych, profesor Katedry Oceny Jakości i Przetwórstwa Produktów Zwierzęcych i prodziekan Wydziału Nauk o Zwierzętach i Biogospodarki Uniwersytetu Przyrodniczego w Lublinie.

## Życiorys
W 1995 ukończyła studia ochrony środowiska w Akademii Rolniczej w Lublinie, 13 grudnia 2001 obroniła pracę doktorską Polimorfizm białek mleka u krów ras mięsnych i jego związek z wynikami odchowu cieląt, 25 kwietnia 2012 habilitowała się na podstawie pracy zatytułowanej Czynniki kształtujące zawartość białek serwatkowych w mleku i serwatce podpuszczkowej oraz rola i znaczenie tych białek w promocji zdrowia. 6 lutego 2020 uzyskała tytuł profesora nauk rolniczych. Awansowała na stanowisko adiunkta w Katedrze Towaroznawstwa i Przetwórstwa Surowców Zwierzęcych na Wydziale Biologii i Hodowli Zwierząt Uniwersytetu Przyrodniczego w Lublinie.
Została zatrudniona na stanowisku profesora nadzwyczajnego w Katedrze Towaroznawstwa i Przetwórstwa Surowców Zwierzęcych na Wydziale Biologii, Nauk o Zwierzętach i Biogospodarki Uniwersytetu Przyrodniczego w Lublinie. 
Została profesorem w Katedrze Oceny Jakości i Przetwórstwa Produktów Zwierzęcych, oraz prodziekanem na Wydziale Nauk o Zwierzętach i Biogospodarki Uniwersytetu Przyrodniczego w Lublinie.
Jest członkiem Komisji Nauk Towaroznawczych Oddziału Polskiej Akademii Nauk w Poznaniu.